# Het Hooghout
Het Hooghout (Fries:  't Heechhout of It Heechhout) is een gehucht of buurtschap in de gemeente Waadhoeke, in de Nederlandse provincie Friesland. De plaats ligt direct ten noordwesten van Welsrijp aan de overkant van de Franekervaart aan de gelijknamige weg. Het Hooghout wordt door  het kadaster beschouwd als buurtschap en bestond in 2024 uit een vijftal adressen, die in het dorpsgebied van Welsrijp liggen.
De plaats is ontstaan aan de westkant van de brug over de Franekervaart. Rond 1700 werd deze brug Draayhout genoemd. Die brug was toen nog plank die over het water gedraaid kon worden. Later, in de 19e eeuw, is daar een hogere brug voor in de plaats gekomen. De Friese naam voor een dergelijke brug, Heechhout is de naam van de plaats geworden.
De brug was een trapsgewijs omhooggaande brug die alleen door voetgangers kon worden gebruikt. Omstreeks 1925 werd de houten brug vervangen door een brug van beton. Ook deze is trapsgewijs, maar niet over de hele breedte van de brug. De brug is sinds 2001 een rijksmonument.
Steden, dorpen en gehuchten: Achlum · Baijum · Beetgum · Beetgumermolen · Berlikum · Blessum · Boer · Boksum · Deinum · Dongjum · Dronrijp · Engelum · Firdgum · Franeker · Herbaijum · Hitzum · Klooster-Lidlum · Marssum · Menaldum · Minnertsga · Nij Altoenae · Oosterbierum · Oudebildtzijl · Peins · Pietersbierum · Ried · Ritsumazijl · Schalsum · Schingen · Sexbierum · Sint Annaparochie · Sint Jacobiparochie · Slappeterp · Spannum · Tzum · Tzummarum · Vrouwenparochie · Welsrijp · Westhoek · Wier · Winsum · Zweins

Buurtschappen: Arkens · Bonkwerd · Dijkshoek · Doijum · Fatum · Hatsum · Het Hooghout · Kie · Kiesterzijl · Kingmatille · Klooster Anjum · Koehool · Laakwerd · Lutjelollum · Miedum · Nieuwebildtzijl · Oosterend · Oosthoek · Rewerd (deels) · Roptazijl (deels) · Salverd · Schildum · Sopsum · Stad Niks · Tolsum · Tritzum · Tjeppenboer · Vrouwbuurtstermolen (deels) ·  Weakens · Westerend · Zwarte Haan

Voormalige buurtschappen:Barrum · De Kampen · De Poelen · De Vlaren · Dijksterhuizen · Franjumerburen · Holprijp · Koum · Langwerd · Teetlum · Memerd · War 

Friesland: Steden en dorpen      Nederland: Provincies · Gemeenten